# Вальківці
Вальківці або Валківці (словац. Valkovce) — село в Словаччині, Свидницькому окрузі Пряшівського краю.

## Географія
Розташоване в північно-східній частині Словаччини в південній частині Низьких Бескидів. Протікає Валковський потік.

## Історія
Уперше згадується у 1382 році.

## Пам'ятки
У селі є греко-католицька церква святого євангеліста Луки з 1750 року в стилі пізнього бароко. З 1988 року національна культурна пам'ятка.

## Населення
| Рік:            | 1994. | 2004.   | 2014.   | 2024.   |
| --------------- | ----- | ------- | ------- | ------- |
| Кількість осіб: | 231   | 230     | 224     | 206     |
| Різниця:        |       | -0,43 % | -2,60 % | -8,03 % |

| Рік:            | 2023. | 2024.   |
| --------------- | ----- | ------- |
| Кількість осіб: | 201   | 206     |
| Різниця:        |       | +2,48 % |

В селі проживає 583 осіб.
Національний склад населення (за даними останнього перепису населення — 2001 року):
- словаки — 93,67 %
- русини — 4,64 %
- чехи — 0,84 %
- українці — 0,42 %

Склад населення за приналежністю до релігії станом на 2001 рік:
- греко-католики — 81,43 %,
- римо-католики — 16,03 %,
- православні — 0,84 %,
- не вважають себе віруючими або не належать до жодної вищезгаданої церкви- 1,69 %